# Philippe Lejeune

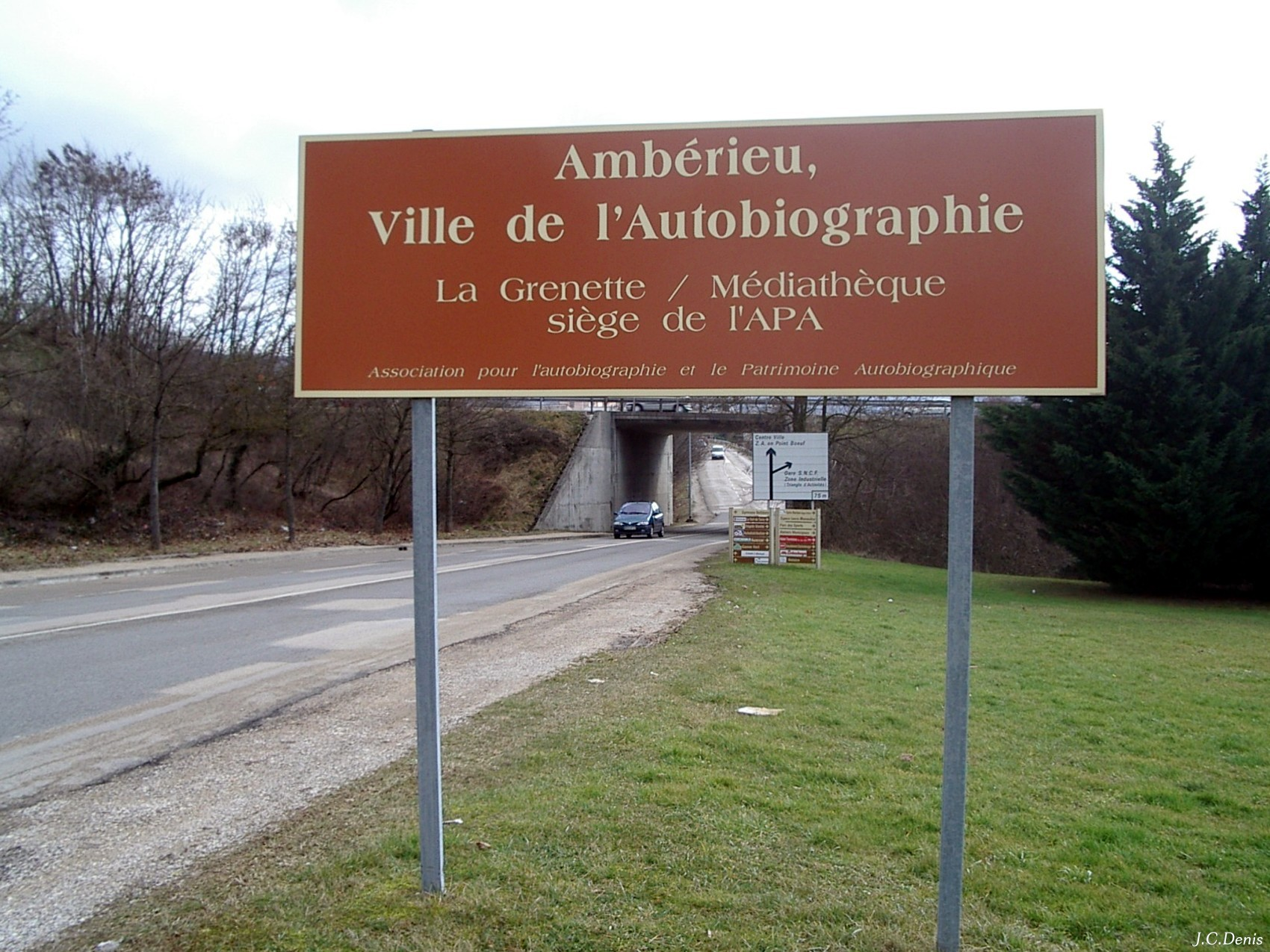
Homenaje al autor, como "Ciudad de la autobiografía."

Philippe Lejeune (13 de agosto de 1938) es un profesor y ensayista francés, especialista en la autobiografía, autor de El pacto autobiográfico (1975).

## Trayectoria
Es el autor de numerosas obras que tratan esencialmente sobre la autobiografía y los diarios personales. Es cofundador de la Asociación para la autobiografía y el patrimonio autobiográfico, creada en París en 1992 y director de la publicación cuatrimestral La Faute à Rousseau, órgano de dicha asociación desde 1992.
En 2001 participó en Córdoba en un congreso internacional sobre literatura autobiográfica, Autobiografía en España: un balance, organizado por la Universidad de Córdoba y la Diputación Provincial. La conferencia inaugural fue impartida por el psiquiatra Carlos Castilla del Pino. En el congreso coincidió con Guy Mercadier, profesor de la Universidad de Aix-en-Provence.
En 2002 participó en Madrid en un encuentro sobre La escritura de la intimidad celebrado el Círculo de Bellas Artes. El encuentro, organizado por la revista Intramuros, dirigida por Guy Mercadier, y por el propio Círculo, contó con el hispanista Jean-Pierre Castellani y el escritor Enrique Vila-Matas.

## Pacto autobiográfico
Philippe Lejeune clasifica en 1975 la autobiografía en relación, por una parte, con la identidad nominal entre personaje y autor, y por otra, con el pacto de lectura establecido en el propio libro (autobiográfico, novelesco o pacto cero). Lejeune habla de ciertos “casos ciegos”, entre los que incluye dos posibilidades: que en una novela el héroe tenga el mismo nombre que el autor o que en una autobiografía declarada no haya identidad nominal (efecto artístico). Ante estos dos escenarios, Lejeune advierte que:

“Si la contradicción interna fue elegida voluntariamente por el autor, el texto que resulta no es leído ni como autobiografía ni tampoco como novela, sino que aparece como un juego de ambigüedad pirandeliana. A mi entender es un juego al que no se juega con intenciones serias” (1991: 55).

Philippe Lejeune ha intentado establecer las bases teóricas que le permitan conocer mejor el género autobiográfico. Para ello parte de una definición de la autobiografía: «el relato retrospectivo en prosa que una persona real hace de su propia existencia, haciendo énfasis en su vida individual y, en particular, sobre la historia de su personalidad». Philippe Lejeune ha forjado un concepto, el pacto autobiográfico: «Para que haya una autobiografía, hace falta que el autor haga con sus lectores un pacto, un contrato, que les cuente su vida detalladamente, y nada más que su vida».
Introspección por un lado, exigencia de verdad por otro lado, este doble movimiento caracteriza el género autobiográfico. No obstante, de múltiples parámetros (las deficiencias o no de la memoria, el defecto o el exceso de sinceridad, el método adoptado, etc.) devuelven siempre singular el paso del que emprende de hacer el relato de su propial existencia.

## Obra
- La autobiografía en Francia 1971
- El Pacto autobiográfico 1975
- Soy otro : la autobiografía de la literatura a los medios de comunicación 1980
- Yo también 1986
- La Práctica del diario personal 1990
- Para el autobiografía 1998
- Los Borradores de sí 1998
- «Cara pantalla... » : diario personal, ordenador, Internet 2000
- Signos de vida (El pacto autobiográfico, 2) 2005
- El diario íntimo: historia y antología 2006
- Nourritures. Ambérieu-en-Bugey: Association pour l'autobiographie et le patrimoine autobiographique, 2007
- Internet et moi. Ambérieu-en-Bugey: Association pour l'autobiographie et le patrimoine autobiographique, 2007
- Frontières de l'autobiographie. Paris: Seuil, 2007
- Autogénesis. Borradores de sí 2 (2013)